# Tenosique de Pino Suárez
Tenosique de Pino Suárez (kurz Tenosique) ist eine Stadt mit etwa 35.000 Einwohnern im Südosten des mexikanischen Bundesstaats Tabasco. Sie ist Verwaltungssitz (cabecera) des Municipio Tenosique.

## Lage und Klima
Tenosique liegt an einer Schleife des Río Usumacinta ca. 215 km (Fahrtstrecke) südöstlich der Großstadt Villahermosa in einer Höhe von etwa 30 m. Die archäologische Ausgrabungsstätte von Pomoná befindet sich ca. 16 km westlich. Das Klima ist feucht und schwül; Regen (ca. 2000 bis 2500 mm/Jahr) fällt überwiegend in den Monaten Mai bis Dezember.

## Bevölkerung
| Jahr      | 2000   | 2005   | 2010   | 2020   |
| Einwohner | 30.042 | 31.392 | 32.579 | 34.946 |

Die Bevölkerung ist ursprünglich maya-stämmig. Andererseits sind in der zweiten Hälfte des 20. Jahrhunderts auch viele Neusiedler aus anderen Regionen Mexikos zugewandert. Umgangssprachen sind in der Hauptsache Nahuatl, Maya und Spanisch.

## Wirtschaft
Die Region um Tenosique ist in hohem Maße landwirtschaftlich geprägt; angebaut werden Mais, Zuckerrohr, und Bohnen. Auch die Viehzucht spielt eine bedeutende Rolle.

## Geschichte
Vor der Konquista lebten ausschließlich Angehörige verschiedener Maya-Stämme im Umland der heutigen Stadt. Es gab eine größere Siedlung, die Hernán Cortés bei seinem Zug nach Honduras im Jahr 1525 als verbrannt und verlassen beschreibt. Im Jahr 1537 gründete der Offizier Francisco Gil aus dem Heer Pedro de Alvarados einen Ort mit Namen San Pedro Tanoche, der jedoch schon bald wieder aufgegeben wurde. Die heutige Stadt entstand erst in der ersten Hälfte des 19. Jahrhunderts, wuchs aber erst nach dem Bau einer Straße und einer Eisenbahnlinie in den 1930er und 1940er Jahren zu einer bedeutenden Größe heran, die durch Zuwanderung noch begünstigt wurde.

## Sehenswürdigkeiten

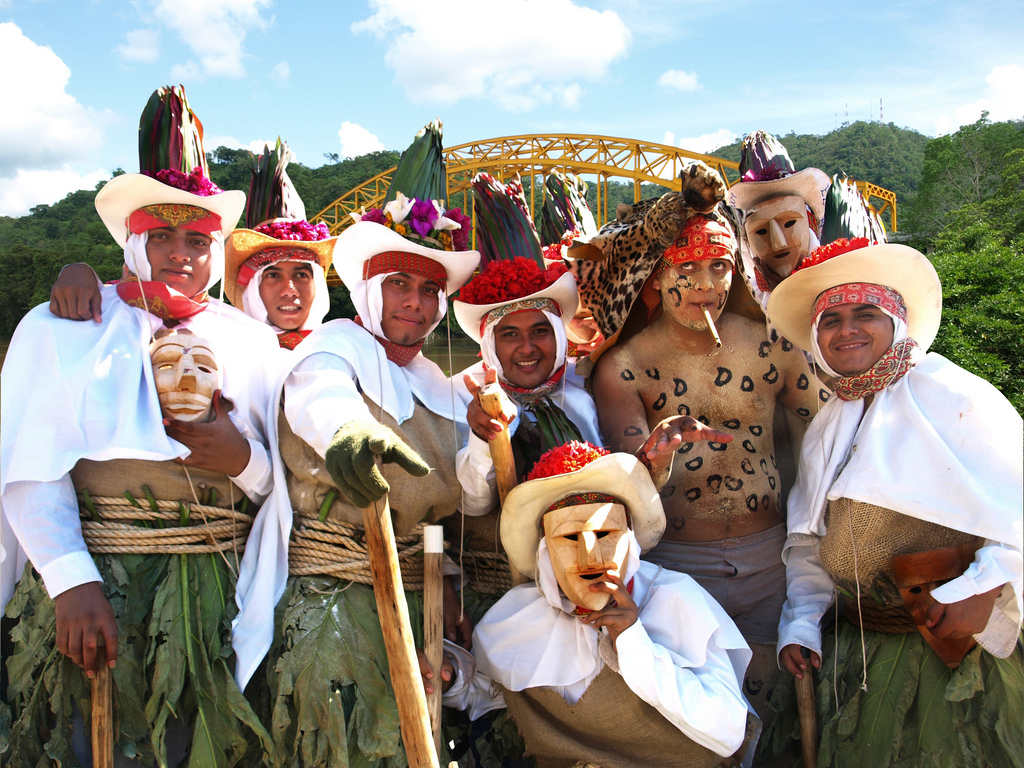
Pochó-Tänzer

- Die Straßen im Zentrum sind zumeist rechtwinklig angelegt; an der zentralen Plaza Mayor stehen Kirche und Rathaus.
- Die zweitürmige Iglesia de San Román, ein dreischiffiger Bau aus der Mitte des 20. Jahrhunderts, ist – obwohl es noch andere, aber weniger bekannte Kandidaten gäbe – wahrscheinlich dem hl. Romanus von Antiochia geweiht.

Umgebung
- Die archäologische Stätte von Pomoná liegt etwa 15 km westlich. Weitere kleine Maya-Stätten (Panhalé, Chiniquijá und Santa Elena) sind ca. 30 bis 50 km entfernt.

## Fiesta
Über die Region hinaus bekannt ist der Karneval von Tenosique, der mit dem Danza del Pochó seinen Höhepunkt erreicht.